# گوشه‌هایی از ریاضیات دوره اسلامی
گوشه‌هایی از ریاضیات دوره اسلامی کتابی از جی. ال. برگرن است.

## نقد
جرالد تومر این کتاب را نقد کرده‌است.

## ترجمهٔ فارسی
این کتاب با ترجمهٔ محمدقاسم وحیدی اصل و علیرضا جمالی در سال ۱۳۷۳ منتشر و در مراسم کتاب سال جمهوری اسلامی ایران به‌عنوان کتاب شایسته تقدیر معرفی شد.